# Uysallı
Uysallı (kurd. Kalender) ist ein kleines Dorf im Landkreis Diyadin der türkischen Provinz Ağrı mit 39 Einwohnern (Stand: Ende 2024). Uysallı liegt in Ostanatolien auf 2.000 m über dem Meeresspiegel, ca. 22 km westlich von Diyadin.
Der ursprüngliche Name der Ortschaft Uysallı (uysal bedeutet „nachgiebig“) lautet Kalender. Dieser Name bedeutet auf Kurdisch „bettelarm“ und bezeichnete in der islamischen Welt einen Bettelmönch (arab. Qalandar). Die Umbenennung zu Uysallı erfolgte nach 1967. Das Jahrbuch von 1967 führt das Dorf noch mit dem Namen Kalender auf.  Der Name Kalender  ist ebenfalls beim Katasteramt registriert.
1945 lebten im damaligen Kalender 20 Menschen. 1985 lebten in Uysallı 133 Menschen und 2009 hatte die Ortschaft 97 Einwohner.